# Veiga de Granada

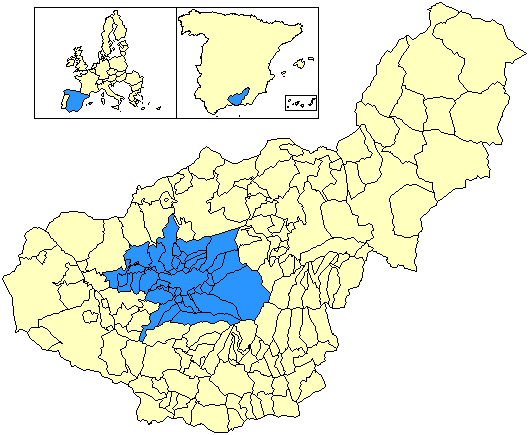

A Veiga de Granada (em castelhano, Vega de Granada) é uma comarca espanhola situada na parte central da província de Granada. Limita a norte com a comarca de Los Montes, a este com Guadix, a sudeste com a Alpujarra Granadina, e a sul com o Vale de Lecrín, a sudoeste com Alhama, e a oeste con Loja.
É formada por quarenta municípios, dos quais metade têm menos de 15 km², com uma densidade populacional muito superior à média provincial. O município mais povoado é a cidade de Granada, e o mais extenso é Güéjar Sierra; o município com menor número de habitantes é Dúdar, e o de menor superfície é Cájar, que por sua vez é o mais pequeno de toda a província.
A Veiga é uma comarca caracterizada pela sua planura na parte ocidental — com a excepção de Serra Elvira — e relevo montanhoso no resto, com a Serra Nevada, Serra de Huétor e a Serra da Alfaguara.
Os valores culturais e naturais da Veiga de Granada são, entre outros: o Rio Genil e os seus diversos afluentes; os solos aluviais muito férteis; diversos bosques e outras massas arbóreas, em especial choupais; os vestígios arquitectónicos, técnicos e espaciais da industrialização empreendida em torno da beterraba açucareira na primeira metade do século XX; os importantes restos arqueológicos; o diverso património arquitectónico e urbano das diferentes localidades que ocupam a Veiga; o interesse e diversidade das actividades, usos, técnicas, conhecimentos e demais bens intangíveis associados, sobretudo as diferentes formas de exploração agrícola da Veiga; e a presença importante do poeta fuenterino Federico García Lorca.